# Heloecius cordiformis
Heloecius cordiformis is een krabbensoort uit de familie van de Heloeciidae. De wetenschappelijke naam van de soort is voor het eerst geldig gepubliceerd in 1837 door H. Milne Edwards.